# Scarlet Witch
Scarlet Witch (Wanda Maximoff) – fikcyjna postać (superbohaterka), występująca w komiksach wydawnictwa Marvel Comics. Pierwszy raz pojawiła się w X-Men vol. 1 #4 w marcu 1964 r. Została stworzona przez scenarzystę Stana Lee i rysownika Jacka Kirby'ego.
Wanda Maximoff jest mutantką potrafiącą manipulować prawdopodobieństwem i w ten sposób może przekształcać rzeczywistość. Siostra Pietro Maximoffa (znanego pod pseudonimem Quicksilver), córka złoczyńcy Magneto. Scarlet Witch początkowo należała do kierowanej przez Magneto ekstremistycznej organizacji mutantów o nazwie Brotherhood of Mutants (pol. Bractwo Mutantów), jednak później dołączyła do grupy Avengers, zrzeszającej superbohaterów.

## Adaptacje
Postać Scarlet Witch pojawiała się w różnego rodzaju adaptacji komiksów Marvela. Odtwórczynią wersji aktorskiej postaci została amerykańska aktorka Elizabeth Olsen (w polskiej wersji językowej Lidia Sadowa), która wciela się w tę postać w serii filmów, które wchodzą w skład franczyzy Filmowego Uniwersum Marvela. Na dużym ekranie zadebiutowała gościnnie w filmie Kapitan Ameryka: Zimowy żołnierz (Captain America: The Winter Soldier) i  powróciła w drugiej części filmu Avengers (The Avengers) zatytułowanej Avengers: Czas Ultrona, w reżyserii Jossa Whedona. Pojawiła się ona również w filmie Kapitan Ameryka: Wojna bohaterów.

### Marvel Studios
- Kapitan Ameryka: Zimowy żołnierz (2014)
- Avengers: Czas Ultrona (2015)
- Kapitan Ameryka: Wojna bohaterów (2016)
- Avengers: Wojna bez granic (2018)
- Avengers: Koniec gry (2019)
- WandaVision (2021)
- Doktor Strange w multiwersum obłędu (2022)